# Guerra de la Independència Argentina
S'anomena Guerra de la Independència Argentina o de les Províncies Unides del Riu de la Plata al conjunt de combats i campanyes militars ocorreguts en el marc de les guerres d'independència hispanoamericanes en diversos països d'Amèrica del sud, en què van participar forces militars de les Províncies Unides del Riu de la Plata, l'estat que va succeir al Virregnat del Riu de la Plata i que va precedir la República Argentina.
Els bàndols enfrontats solen ser identificats pels historiadors i cronistes llatinoamericans com  patriotes i reialistes, ja que es va tractar d'un enfrontament entre els qui defensaven la independència de la seva pàtria i la creació dels nous  estats americans, i aquells que defensaven la continuïtat d'aquestes províncies dins de la monarquia espanyola del rei Ferran VII
Només una part menor d'aquests enfrontaments va tenir lloc al territori de l'actual Argentina. La majoria va ocórrer en els territoris de l'antic Virregnat del Riu de la Plata que en finalitzar la guerra van quedar fora de les Províncies Unides, o en altres regions d'Amèrica del Sud que mai van pertànyer a aquest virregnat, com ara Xile, Perú i l'Equador. No obstant això, en tots els casos es considera que els bàndols enfrontats lluitaven no només per la situació en aquests territoris, sinó també per la sobirania nacional sobre el territori que havia pertangut al Virregnat del Riu de la Plata. També hi va haver enfrontaments al mar, en alguns casos en aigües molt allunyades del  continent americà.
Es poden distingir tres fronts militars principals:
- El front oriental o del litoral, sobre els rius de la conca de la Plata, que inclou les campanyes al Paraguai, la Banda Oriental, la Mesopotàmia argentina i els combats navals al Riu de la Plata i els seus afluents;
- El front nord, amb enfrontaments a les províncies del Alt Perú i la Intendència de Salta del Tucumán;
- I el front dels Andes, que inclou l'acció ofensiva sobre posicions reialistes a Xile,  Perú i Equador.

La guerra va durar quinze anys i va acabar amb la victòria dels independentistes, que van aconseguir consolidar la Independència de l'Argentina i van col·laborar en la d'altres països d'Amèrica del Sud.